# Gabriela Grotkowska
Gabriela Elżbieta Grotkowska (ur. 11 listopada 1977) – polska ekonomistka, doktor habilitowana nauk ekonomicznych, dziekan Wydziału Nauk Ekonomicznych Uniwersytetu Warszawskiego kadencji 2020–2024, działaczka na rzecz zwierząt.

## Wykształcenie i kariera naukowa
Absolwentka I Społecznego Liceum Ogólnokształcącego im. Maharadży Digwidżaja Singha w Warszawie. W 2001 ukończyła z wyróżnieniem studia magisterskie w zakresie ekonomii, specjalność: ekonomia międzynarodowa, na Wydziale Nauk Ekonomicznych UW. W 2008 uzyskała tamże z wyróżnieniem doktorat z nauk ekonomicznych na podstawie dysertacji Wpływ handlu zagranicznego na zatrudnienie i płace w Polsce w okresie transformacji (promotorka – Urszula Sztandar-Sztanderska). W 2018 także na UW habilitowała się, przedstawiając monografię Premia płacowa z zatrudnienia w sektorze publicznym w Polsce.
Zawodowo związana z macierzystym Wydziałem. Od czerwca 2008 pracuje w Katedrze Makroekonomii i Teorii Handlu Zagranicznego, a od 2021 w Katedrze Ekonomii Edukacji i Pracy. W roku 2009/2010 research fellow na University of Nottingham. Dziekan WNE w kadencji 2020–2024. Senator Uniwersytetu Warszawskiego w kadencji 2020–2024.
Jej zainteresowania naukowe obejmują przede wszystkim zagadnienia empiryczne z zakresu ekonomii rynku pracy oraz ekonomii edukacji oraz ich wzajemne powiązania.
Członkini Ośrodek Badań Rynku Pracy (OBRP), European Association of Labour Economists (EALE), The Italian Association of Labour Economics (AIEL), The Rimini Centre for Economic Analysis.

## Działalność pozazawodowa
Współzałożycielka i współfundatorka Fundacji Koty z Grochowa – Na Rzecz Kotów w Potrzebie. Prezes Fundacji w latach 2015–2021.